# Charlie Gjedde
Charlie Rasmussen Gjedde (ur. 28 grudnia 1979 w Holstebro) – duński żużlowiec.

## Życiorys
Pierwszy poważny sukces w sporcie żużlowym odniósł w roku 1995, zwyciężając w mistrzostwach Danii juniorów do lat 21. Dwa lata później wystartował w finale mistrzostw świata juniorów, zajmując w Mseno V miejsce. W roku 1999 zdobył w Holstebro tytuł wicemistrza Danii (zwyciężył wówczas Brian Karger). Oprócz tego, w latach 2002 i 2005 w mistrzostwach kraju zajmował IV miejsca.
Od roku 1998 bierze udział w rozgrywkach brytyjskiej lidze żużlowej, kolejno w klubach: Swindon Robins (1998), Coventry Bees i Wolverhampton Wolves (1999), Reading Bulldogs (2001), Swindon Robins (2002-2003), Oxford Cheetahs (2003), Swindon Robins (2004-2005), Reading Bulldogs (2006) i ponownie Swindon Robins (2007). W roku 2006 zdobył wraz z drużyną Reading Bulldogs srebrny medal drużynowych mistrzostw Wielkiej Brytanii. Na polskich torach startuje od roku 1997, występował w klubach: J.A.G. Speedway Łódź (1997-1998), Iskra Ostrów Wielkopolski (2002), GTŻ Grudziądz (2003), Stal Rzeszów (2004) i GTŻ Grudziądz (2005). W roku 2007 reprezentował klub KM Ostrów Wielkopolski. W 2008 bronił barw gdańskiego Wybrzeża, a w sezonie 2009 podpisał kontrakt na starty w Stali Rzeszów. Startuje również w lidze szwedzkiej, w roku 2006 w barwach Luxo Stars Målilla, natomiast w 2007 – w Dackarnie Målilla.
Jest trzykrotnym medalistą Drużynowego Pucharu Świata: złotym (2006, Reading), srebrnym (2002, Peterborough) i brązowym (2003, Vojens).
Dwukrotnie wystąpił w turniejach o Grand Prix Danii rozgrywanych w ramach mistrzostw świata. W sezonie 2003 otrzymał dziką kartę – zajął 18. miejsce i zdobył 4 pkt do klasyfikacji generalnej (w której został sklasyfikowany na 32. miejscu). Szansę startu w Grand Prix miał w 2005 jako rezerwa toru, jednak nie miał okazji do zaprezentowania się publiczności. Ponownie nominację na rezerwę toru otrzymał rok później; po taśmie Mateja Žagara wystartował w jednym wyścigu, zdobywając 1 punkt do klasyfikacji generalnej (26. miejsce w klasyfikacji końcowej). W Grand Prix IMŚ na żużlu 2007 był trzecim rezerwowym, dzięki 7. miejscu w finale eliminacji (tzw. Grand Final).

## Starty w Grand Prix
| Klasyfikacja końcowa: | Klasyfikacja końcowa: | 32   | 4    | numer stały (24) | numer stały (24) |
| Lp.                   | Grand Prix            | Msc. | Pkt. | Biegi            | Nr start         |
| 4 /9                  | GP Danii              | 18   | 4    | (0,2,1)          | 24               |

| Klasyfikacja końcowa: | Klasyfikacja końcowa: |      |      | numer stały (17) | numer stały (17) |
| Lp.                   | Grand Prix            | Msc. | Pkt. | Biegi            | Nr start         |
| 5 /9                  | GP Danii              | 17   | -    | ns               | 17               |

| Klasyfikacja końcowa: | Klasyfikacja końcowa: | 26   | 1    | numer stały (14) | numer stały (14) |
| Lp.                   | Grand Prix            | Msc. | Pkt. | Biegi            | Nr start         |
| 5 /10                 | GP Danii              | 17   | 1    | (1)              | 17               |

|  | stały uczestnik cyklu                                           |
|  | dzika karta, rezerwa toru lub rezerwowy                         |
|  | zawodnik niesklasyfikowany (rezerwa toru bez startu w zawodach) |